# Mahmoud al-Mawas
Mahmoud al-Mawas (arabisch محمود المواس, DMG Maḥmūd al-Mawās; * 1. Januar 1993 in Hama) ist ein syrischer Fußballspieler.

## Karriere

### Verein
Nachdem er in frühen Jahren seiner Jugend bei Ommal Hama spielte, wechselte er zu al-Karama. Dort wurde er während der U19 einmal an die von al-Ain in die VAE verliehen. Zur Saison 2009/10 kam er dann zurück zu seinem Stammklub und stieg dort dann in die erste Mannschaft auf. Mit dieser gewann er später auch noch die 2010er-Ausgabe des nationalen Pokals. Zum Ende seiner Laufbahn bei seinem Klub wurde er noch einmal für die Rückrunde der Saison 2012/13 an al-Riffa nach Bahrain verliehen.
Dort verblieb er aber nicht, sondern schloss sich in Kuwait al-Arabi an. Hier gewann er mit seinem Team 2015 den Kronprinzenpokal und wurde von Juli bis September auch noch einmal kurz an al-Failsaly nach Saudi-Arabien verliehen. Nach einer weiteren Leihe anschließend darauf noch einmal zu al-Riffa, wo er zuvor schon einmal war. Zur Spielzeit 2016/17 wechselte er dann wiederum erstmals fest nach Bahrain. Jedoch verblieb er nicht bei al-Riffa, sondern schloss sich dem Muharraq Club an. Seine Zeit hier überdauerte jedoch nur ein halbes Jahr und Anfang 2017 fand er sich dann in Katar wieder, wo er nun Teil des Umm-Salal SC wurde. Dort spielte er über die nächsten gut vier Jahre eine wichtige Rolle innerhalb der Mannschaft und wurde zum Stammspieler.
So machte er dann nach Vertragsende im November 2020 dann auch den Sprung nach Europa, wo er in Rumänien beim FC Botoșani unterschrieb. Dort hatte er dann am 11. Dezember 2020 bei einem 1:1 gegen Astra Giurgiu auch sein Liga-Debüt. Auch hier spielte er den Rest der Saison über ebenfalls eine wichtige Rolle, bekam dann ab der Spielzeit 2021/22 keine Einsätze mehr. So verließ er für eine Ablöse von 100.000 € dann Ende August 2021 den Klub dann wieder.
Seitdem spielt er nun bei al-Shorta im Irak, wo er nach der Saison 2021/22 nicht nur mit seiner Mannschaft Meister wurde, sondern mit 22 Treffern auch Torschützenkönig der Liga. Zudem war er der erste nicht aus dem Irak selbst stammende Spieler dem dies gelang. In der Spielzeit 2022/23 wiederholte er diesen Erfolg mit seinem Team ein weiteres Mal und erzielte diesmal 10 Tore.

### Nationalmannschaft
Mit der syrischen U17 nahm er an der Asienmeisterschaft 2008 teil. Ein paar Jahre später war er noch Teil der Mannschaft, welche an der asiatischen Qualifikation für das Olympiaturnier der Spiele 2012 teilnahm.
Seinen ersten bekannten Einsatz im Trikot der syrischen Nationalmannschaft bekam er am 17. November 2012 bei einem 1:1-Freundschaftsspiel gegen Palästina. Daraufhin war er auch Teil des Kaders bei er Westasienmeisterschaft 2012, wo er im Finale mit seiner Mannschaft nach einem 1:0-Sieg über den Irak den Titel gewann. Im nächsten Jahr folgten für ihn weitere Einsätze bei Freundschaftsspielen, als auch Partien der Qualifikation für die Asienmeisterschaft 2015. Nachdem er sich mit seinem Team für diese nicht qualifizierte, folgte im Juni dann die Qualifikationsphase für die Weltmeisterschaft 2018. Dort schaffte er es mit seiner Mannschaft bis ins Asiatische Playoff, wo man schlussendlich Australien mit 1:2 nach Verlängerung unterlag.
Bei der Asienmeisterschaft 2019, gehörte er dann auch mit zum Kader und beendete hier nach zwei Einsätzen seine Turnierpremiere mit nur einem Punkt seiner Mannschaft nach der Gruppenphase. Im Herbst des Jahres ging es für ihn dann aber weiter bei der Qualifikation für die Weltmeisterschaft 2022, wo er nach einigen Einsätzen dann die dritte Runde erreichte und dort auf dem Vorletzten Gruppenplatz landete. Sein letztes Turnier war bislang der Arabien-Pokal 2021. Seitdem erhielt er weiter in verschiedenen Freundschaftsspielen einiges an Einsätzen.